# Sture Gadd (militär)
Sture Hemming Gadd, född 1 augusti 1880 i Hedvig Eleonora församling i Stockholm, död 16 juli 1962 i Släps församling i Halland, var en svensk militär.
Sture Gadd var son till Hemming Gadd. Han blev 1900 underlöjtnant vid Svea artilleriregemente, genomgick Artilleri- och ingenjörhögskolan 1902–1904 och Krigshögskolan 1905–1907, utnämndes till löjtnant vid regementet 1904 och i Generalstaben 1912, till kapten vid regementet samma år samt till major i Generalstaben 1920. Gadd blev major vid Göta artilleriregemente 1924, överstelöjtnant i armén 1926, överste 1929 och generalmajor 1937. Åren 1920–1924 var han avdelningschef vid Generalstabens utrikesavdelning och 1924–1928 militärattaché i Paris. Hemkommen därifrån blev han efter tjänstgöring som överstelöjtnant vid Svea artilleriregemente tillförordnad chef för Krigshögskolan 1929 och chef där 1930. År 1932 förflyttades han som chef till Wendes artilleriregemente och blev 1935 regementschef vid Svea artilleriregemente, en befattning han innehade till 1937. År 1937 blev han inspektör för artilleriet och chef för Artilleristabskåren. Gadd tog avsked ur aktiv tjänst 1941. 
Han var krigskorrespondent vid österrikisk-ungerska arméns högkvarter 1915, biträdde till Sveriges representation i Nationernas Förbunds ständiga rådgivande militärkommission 1922–1926 och därunder vid ett par tillfällen 1925 och 1926 Sveriges ombud vid kommissionen samt biträdde vid Sveriges representation i Nationernas förbunds rustningskonferens 1926–1928. År 1918 blev Gadd adjutant och 1943 tjänstgörande kabinettskammarherre hos Gustav V. Han invaldes 1929 som ledamot av Krigsvetenskapsakademien. Gadd blev riddare av Svärdsorden 1921 och av Nordstjärneorden 1929, kommendör av första klassen av Svärdsorden 1935 och av Nordstjärneorden 1948. 
Han är begravd på Norra begravningsplatsen utanför Stockholm.